# Келасуры (шхуна)
«Келасуры» — парусно-винтовая шхуна Черноморского флота Российской империи, находившийся в составе флота с 1859 по 1891 год, одна из двух шхун одноимённого типа. Во время несения службы совершала плавания в Азовском, Чёрном и Средиземном морях, а также использовалась в качестве брандвахтенного судна. Во время русско-турецкой войны 1877—1878 годов находилась в Неаполе, по завершении войны некоторое время служила в составе военно-морских сил Болгарии, после чего однако вновь вернулась в состав русского флота.

## Описание судна
Парусно-винтовая трёхмачтовая шхуна одноимённого типа с деревянным корпусом и гафельным парусным вооружением, водоизмещение судна составляло 326 тонн, длина — 39,4 метра, ширина — 6,17—6,2 метра, осадка носом 2,9 метра, а осадка кормой 3,2 метра. На судне была установлена одна горизонтальная двухцилиндровая паровая машина простого расширения мощностью 60 номинальных лошадиных сил, что составляло 240 индикаторных лошадиных сил, и один железный паровой котёл, в качестве движителя использовались паруса и один трёхлопастный гребной винт. Все механизмы установленные на судне были производства фирмы G. & J. Rennie, во время последующих ремонтов паровой котёл был заменён на котёл производства компании C. & T.T. Pattison. Максимальная скорость шхуны могла достигать 10 узлов. Экипаж состоял из 53 человек.
В различных источниках упоминается различное вооружение шхуны, состоявшее из двух 12-фунтовых и двух 3-фунтовых пушек, или двух 12-фунтовых карронад, или одной 8-фунтовой и двух 3-фунтовых пушек, или четырёх 4-фунтовых пушек образца 1867 года, или одного 106-миллиметрового нарезного орудия, или двух 87-миллиметровых и двух 76-миллиметровых орудий, или четырёх 87-миллиметровых орудий.

## История службы
Первоначально две винтовые шхуны для нужд Отдельного Кавказского корпуса были заказаны Военным ведомством британской компании William Pitcher, однако после её банкротства фактически строилась фирмой Henry Pitcher. Судно было заложено в 1857 году в Нортфлите, 23 июля (4 августа) 1857 года получила наименование «Келасуры», а 2 (14) декабря 1857 года в недостроенном виде была передана в собственность Морского ведомства и включена в состав Черноморской флотилии. Спущена на воду в 1859 году.
В кампании 1859 и 1860 годов находилась в плаваниях в Чёрном и Азовском морях, а также вдоль Кавказской береговой линии. В 1860 и 1861 годах находилась в крейсерских плаваниях у восточного побережья Чёрного моря, при этом 11 (23) марта 1861 года принимала участие в бомбардировке берега и духан Туапсе.
В кампании 1862 и 1863 годов вновь совершала плавания между портами Азовского и Чёрного морей, а также вдоль Кавказской береговой линии. В кампании 1864 и 1865 годов также выходила в плавания к черноморским берегам Кавказа и по черноморским портам, при этом в 1864 году командир шхуны лейтенант В. И. Бутаков был награждён орденом Святого Станислава II степени за труды при перевозке десантных войск у мыса Адлер.
В кампанию 1866 года совершала крейсерские плавания у восточного берега Чёрного моря. В 1867 и 1868 годах также выходила в плавания в Чёрное море, в том числе к его восточному берегу в 1868 году. В кампанию 1869 года выходила в плавания к кавказским берегам Чёрного моря, ходила по Бугу и несла брандвахтенную службу при Очакове.
В кампанию 1870 года шхуна была перевооружена, вместо двух 12-фунтовых карронад её вооружили одним 106-миллиметровым нарезным орудием. После чего в 1870 и 1871 годах шхуна выходила в плавания в Чёрное море, несла брандвахтенную службу у Очакова, а также находилась в составе отряда русских судов в Средиземном море.
В кампании с 1872 до 1875 годов выходила в плавания в Чёрное море, а также совершала заграничные плавания. При этом в 1873 году вновь была перевооружена, получив два 87-миллиметровых и два 76-миллиметровых орудия.
В кампанию 1876 года выходила в плавания в Чёрное море, после чего совершила переход из Чёрного моря в Средиземное. В начале русско-турецкой войны 1877—1878 годов шхуна находилась в Неаполе и была подготовлена к продаже в связи с невозможностью прорыва из Средиземного в Чёрное море. Со шхуны был спущен флаг, артиллерия снята и вместе с экипажем на борту фрегата «Петропавловск» отправлена в Россию. В связи с тем, что в течение войны шхуну продать не удалось, по окончании войны она была тимберована в Неаполе с заменой парового котла на котёл производства компании C. & T.T. Pattison, вооружена четырьмя 87-миллиметровыми орудиями и подготовлена для передачи в состав флота Болгарии.
28 сентября (10 октября) 1879 года шхуна перешла в Рени, где на ней был поднят Болгарский флаг. Однако в течение всей зимы 1879—1880 годов простояла в порту без использования, а в связи с тем, что осадка шхуны не позволяла её совершать плавания по Дунаю, была вновь возвращена российскому флоту. 6 (18) апреля 1880 года судно вернулось в Николаев.
В кампанию 1882 года находилась в плаваниях в Чёрное море, а также совершила заграничное плавание. В кампании с 1883 по 1886 год также совершала плавания в Чёрном море.
27 октября (8 ноября) 1886 года по неблагонадёжности шхуна «Келасуры» вместе с другой шхуной того же типа — «Соук-су» была отчислена к Николаевскому порту, а 19 (31) января 1891 года обе шхуны были исключены из списков судов флота.

## Командиры шхуны
Командирами парусно-винтовой шхуны «Келасуры» в составе Российского императорского флота в разное время служили:
- лейтенант, а с 1 (13) января 1862 года капитан-лейтенант А. А. Беклешев (1859—1863 год)[36];
- капитан 1-го ранга В. Б. Трегубов (1869—1871 год)[комм. 5][37];
- лейтенант, (с 1 (13) января 1866 года капитан-лейтенант, с 1 (13) января 1874 года капитан 2-го ранга) В. И. Бутаков (1862—1874 год)[комм. 6][39];
- капитан-лейтенант П. М. Григораш (с 23 декабря 1874 (4 января 1875) года до 1877 года)[40];
- капитан 1-го ранга П. Ф. Серков (1883 год)[41];
- капитан-лейтенант, а с 26 февраля (10 марта) 1885 года капитан 2-го ранга П. Н. Вульф (с 4 (16) февраля 1884 года)[42];
- капитан 2-го ранга С. Ф. Артюков (с 15 (27) июня 1885 года до конца 1885 года)[43];
- капитан 2-го ранга А. А. Ирецкой (с 6 (16) марта до 26 августа (7 сентября) 1886 года)[44].